# Lista stacji i przystanków kolejowych na Sardynii
To jest lista stacji kolejowych w regionie Sardynia zarządzanych przez Rete Ferroviaria Italiana, część włoskiego przedsiębiorstwa Ferrovie dello Stato.

## Lista
| Stacja                    | Miejsce             | Prowincja       | Kategoria |
| ------------------------- | ------------------- | --------------- | --------- |
| Abbasanta                 | Abbasanta           | Oristano        | Silver    |
| Assemini                  | Assemini            | Cagliari        | Silver    |
| Assemini Carmine          | Assemini            | Cagliari        | Bronze    |
| Assemini Santa Lucia      | Assemini            | Cagliari        | Bronze    |
| Berchidda                 | Berchidda           | Olbia-Tempio    | Silver    |
| Bonorva                   | Bonorva             | Sassari         | Bronze    |
| Borore                    | Borore              | Nuoro           | Bronze    |
| Cagliari                  | Cagliari            | Cagliari        | Gold      |
| Cagliari Elmas            | Elmas               | Cagliari        | Bronze    |
| Cagliari Santa Gilla      | Cagliari            | Cagliari        | Silver    |
| Cala Sabina               | Cala Sabina         | Olbia-Tempio    | Bronze    |
| Carbonia Stato            | Carbonia            | Cagliari        | Silver    |
| Decimomannu               | Decimomannu         | Cagliari        | Silver    |
| Giave                     | Giave               | Sassari         | Bronze    |
| Golfo Aranci              | Golfo Aranci        | Olbia-Tempio    | Silver    |
| Iglesias                  | Iglesias            | Cagliari        | Silver    |
| Macomer                   | Macomer             | Nuoro           | Silver    |
| Marinella                 | Golfo Aranci        | Olbia-Tempio    | Bronze    |
| Marrubiu-Terralba-Arborea | Marrubiu            | Oristano        | Silver    |
| Monti-Telti               | Monti               | Olbia-Tempio    | Silver    |
| Olbia                     | Olbia               | Olbia-Tempio    | Silver    |
| Oristano                  | Oristano            | Oristano        | Silver    |
| Oschiri                   | Oschiri             | Olbia-Tempio    | Silver    |
| Ozieri-Chilivani          | Ozieri              | Sassari         | Silver    |
| Pabillonis                | Pabillonis          | Medio Campidano | Bronze    |
| Paulilatino               | Paulilatino         | Oristano        | Bronze    |
| Ploaghe                   | Ploaghe             | Sassari         | Bronze    |
| Porto Torres              | Porto Torres        | Sassari         | Bronze    |
| Porto Torres Marittima    | Porto Torres        | Sassari         | Bronze    |
| Rudalza                   | Rudalza             | Olbia-Tempio    | Bronze    |
| San Gavino                | San Gavino Monreale | Medio Campidano | Silver    |
| Samassi-Serrenti          | Samassi             | Medio Campidano | Silver    |
| Sanluri Stato             | Sanluri             | Medio Campidano | Bronze    |
| Sassari                   | Sassari             | Sassari         | Silver    |
| Serramanna-Nuraminis      | Serramanna          | Medio Campidano | Silver    |
| Siliqua                   | Siliqua             | Cagliari        | Silver    |
| Solarussa                 | Solarussa           | Oristano        | Bronze    |
| Su Canale                 | Su Canale           | Olbia-Tempio    | Bronze    |
| Uras-Mogoro               | Uras                | Oristano        | Bronze    |
| Villamassargia-Domusnovas | Villamassargia      | Cagliari        | Silver    |
| Villasor                  | Villasor            | Cagliari        | Silver    |
| Villaspeciosa-Uta         | Villaspeciosa       | Cagliari        | Silver    |